# Konrad Oberhuber
Konrad Johannes Oberhuber (31 de março de 1935 - 12 de setembro de 2007) foi curador da Galeria Nacional de Arte em Washington, DC.
Oberhuber é conhecido por ser o primeiro indivíduo a levantar suspeitas sobre o posteriormente renomado falsificador de arte Eric Hebborn, quando percebeu semelhanças distintas no estilo e nos tipos de papel usados em duas obras, supostamente de dois artistas diferentes. Depois de alertar a Biblioteca e Museu Morgan, outros problemas foram observados noutras obras que eles haviam comprado de Hebborn.
Oberhuber foi Curador de Desenhos no Fogg Art Museum e Professor de Belas Artes no Departamento de História da Arte e Arquitetura da Universidade de Harvard de 1975-1987.